# Strengelbach
Strengelbach é uma comuna da Suíça, no Cantão Argóvia, com cerca de 4.283 habitantes. Estende-se por uma área de 6,03 km², de densidade populacional de 710 hab/km². Confina com as seguintes comunas: Brittnau, Oftringen, Rothrist, Vordemwald, Zofingen.
A língua oficial nesta comuna é o Alemão.

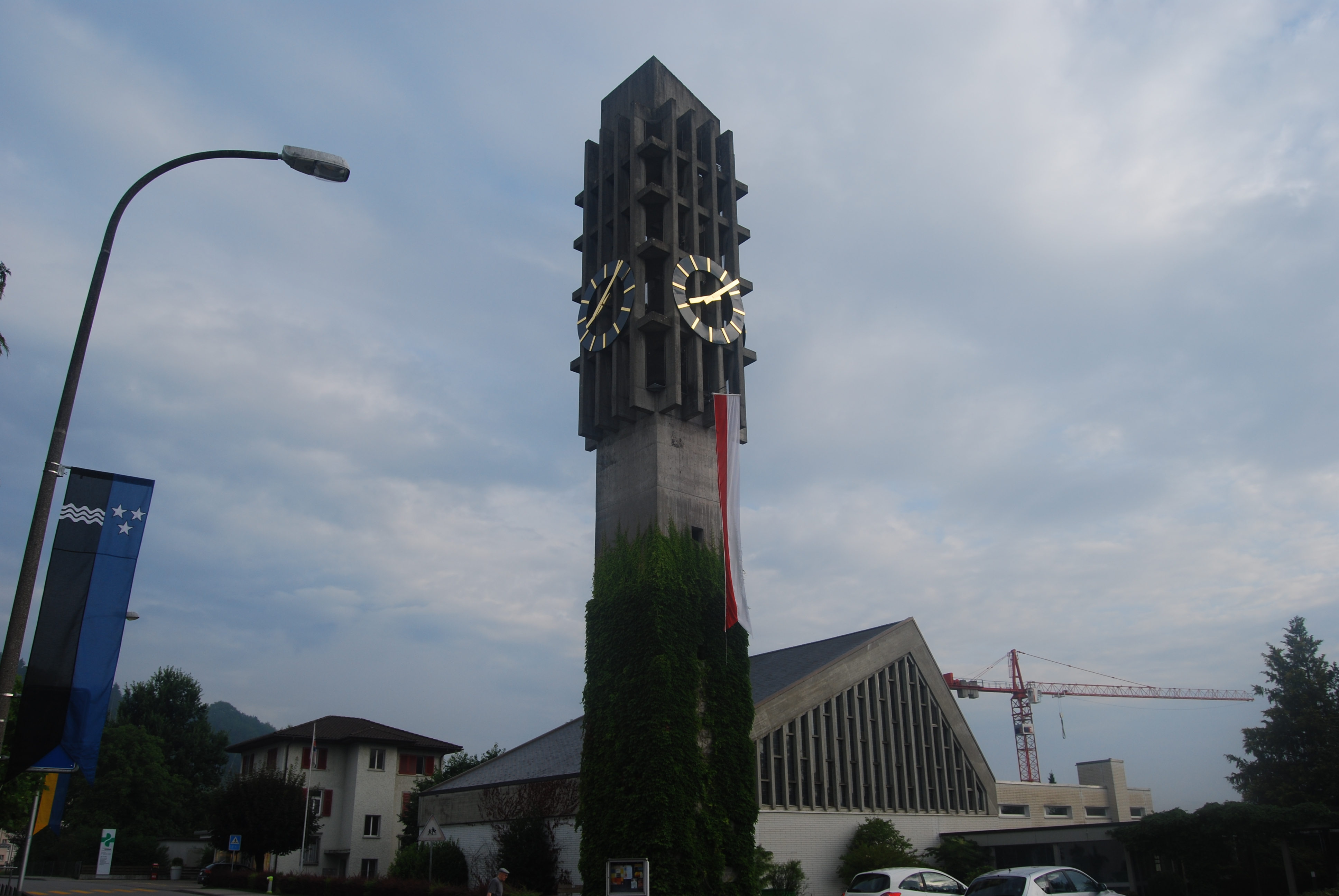
Strengelbach